# ويكيبيديا البمبرية
ويكيبيديا البمبرية هي الموسوعة الحرة للغة بامبارا. تحتوي هذه النسخة من ويكيبيديا على 824 مقالة.
في عام 2013، كتب فالنتين فيدرين ، المؤلف الرئيسي لـ "مجموعة بامانا المرجعية (BRC)"، أن "ويكيبيديا البمبرية تحتوي على بضع مئات من الإدخالات، معظمها بدائية وغالبًا ما تتم كتابتها دون أي احترام لقواعد الإملاء".
1. ↑  Vydrin, Valentin. "Bamana Reference Corpus (BRC)." Procedia - Social and Behavioral Sciences. إلزيفير. Volume 95, 25 October 2013, Pages 75–80. Available at ScienceDirect. "نسخة مؤرشفة" (PDF). مؤرشف من الأصل في 2018-09-29. اطلع عليه بتاريخ 2024-02-20.{{استشهاد ويب}}:  صيانة الاستشهاد: BOT: original URL status unknown (link)